# Hersilia albicomis
Hersilia albicomis là một loài nhện trong họ Hersiliidae.
Loài này thuộc chi Hersilia. Hersilia albicomis được miêu tả năm 1887 bởi Eugène Simon.